# 塔韦讷
塔韦讷（法語：Tavernes，法語發音：[tavɛʁn]）是法国普罗旺斯-阿尔卑斯-蓝色海岸大区瓦尔省的一个市镇，属于布里尼奥勒区。

## 地理
塔韦讷（43°35'37"N, 6°1'0"E）面积31.15 平方千米，位于法国普罗旺斯-阿尔卑斯-蓝色海岸大区瓦尔省，该省份为法国东南部沿海省份，北起上普罗旺斯阿尔卑斯省，西北角与沃克吕兹省接壤，西接罗讷河口省，南濒地中海，东临滨海阿尔卑斯省。
与塔韦讷接壤的市镇（或旧市镇、城区）包括：蒙梅扬、拉韦迪耶尔、瓦拉日、巴尔若勒、蓬特韦斯、福克斯昂富。

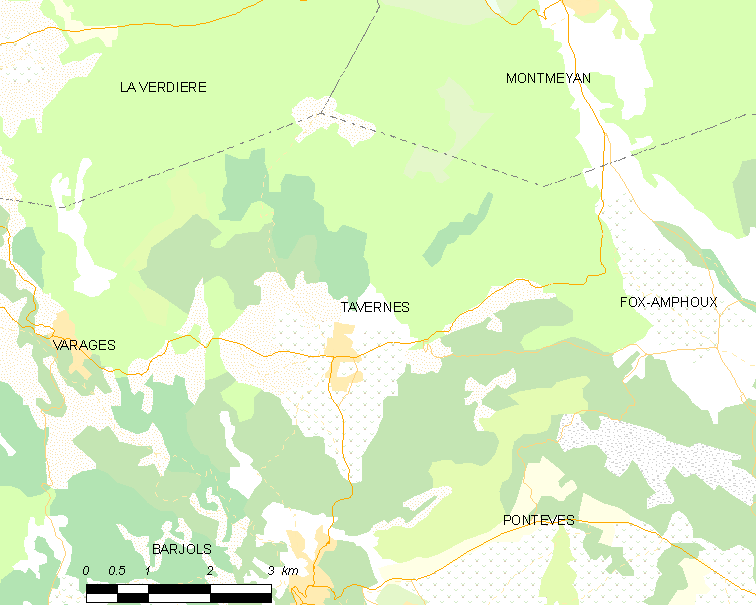
塔韦讷的OSM定位图

塔韦讷的时区为UTC+01:00、UTC+02:00（夏令时）。

## 行政
塔韦讷的邮政编码为83670，INSEE市镇编码为83135。

## 政治
塔韦讷所属的省级选区为弗拉约斯克县。

## 人口

1962-2008年间塔韦讷人口变化图示

塔韦讷于2022年1月1日时的人口数量为1444人。